# Cecilia Grierson

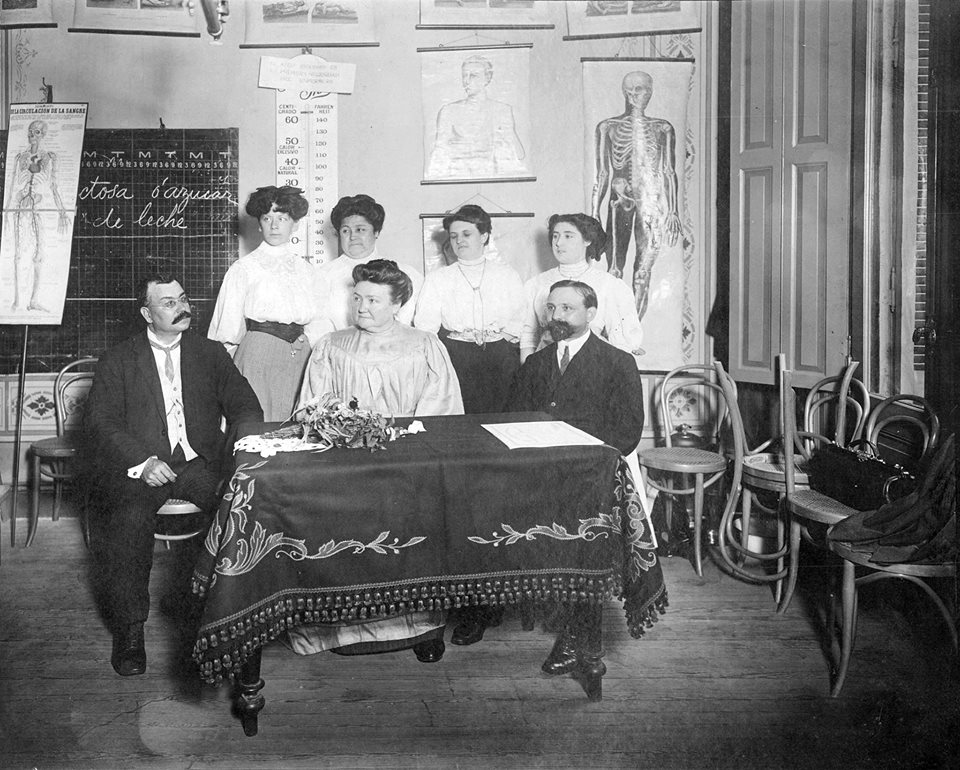
Cecilia grierson 1909

Cecilia Grierson (Buenos Aires, 22 de novembre de 1859 - 10 d'abril de 1934) va ser professora, filantropa i la primera metgessa argentina. Va escriure una nombrosa quantitat de llibres i altres publicacions durant la seva vida, alguns sobre medicina, sobre educació i altres temàtiques diverses.

## Introducció
Va ser filla d'una família d'immigrants escocesos, la major de sis germans. La seva infància la va passar en els camps de la seva família a la Província d'Entre Ríos i a Uruguai.
D'adolescent va haver d'exercir de mestra primària per ajudar a la seva família, i va aconseguir el títol d'aquesta professió. Posteriorment la malaltia i decés d'una amiga li va despertar la vocació de ser metgessa, aconseguint exercir la professió tot i ser dona, un impediment en aquell temps que va haver de sortejar. Va exercir com obstetra i kinesióloga, aconseguint una extensa trajectòria en aquestes especialitats arribant a publicar llibres específics del tema. Mai va aconseguir treballar com a cirurgiana malgrat ser la primera dona a aconseguir el títol habilitant.
La seva tasca docent va ser continua, arribant a crear escoles i altres tipus d'establiments educatius amb activitats diferents a la medicina. Va ser pionera en el tractament de nens discapacitats i/o amb problemes varis. Quan es va retirar de l'activitat docent va ser complimentada públicament.
A més va lluitar intensament pel reconeixement dels drets de la dona, participant en congressos internacionals i realçant un estudi sobre el Codi Civil del seu país natal vigent en l'época, aconseguint un important canvi en la llei que va incloure importants drets per a la dona casada.
Va ser homenatjada i premiada en vida i en forma pòstuma. Molts carrers de ciutats argentines i escoles porten el seu nom. Un retrat seu és part d'un saló dedicat a les dones famoses del país a la Casa Rosada i el govern argentí va emetre una estampeta en el seu honor.

## Biografia

### Infància i vida familiar
Cecília era filla dels irlandesos Jane Duffy i John Parish Robertson Grierson, fill de l'immigrant escocès William Grierson, (avi patern de Cecília) que es va establir a Argentina en 1825, per assentar-se en Santa Catalina Monte Grande, la primera i única colònia escocesa a Argentina. La família paterna va ser una de les primeres que van arribar d'Escòcia al país. Va ser la major de sis germans, una dona anomenada Catalina i els restants van ser David, Juan, Tomás i Diego.
La infància la va passar en els camps dels seus pares, en el districte de Gena, Província d'Entre Ríos i en la República Oriental de l'Uruguai. Als sis anys va ser enviada a estudiar a Buenos Aires, va cursar la primària en col·legis anglesos, i una vegada finalitzats els seus estudis va haver de tornar a causa de la mort del seu pare. En aquest moment, malgrat la seva curta edat, va començar a ajudar a la seva mare amb la cura dels seus germans. I a més s'exercia com institutriu en una casa d'una familiar de bona posició econòmica el que va permetre ajudar aportant ingressos a l'economia familiar.I amb només 14 anys va instal·lar amb la seva mare en una dependència de l'estada del seu mort pare una escola on va exercir la docència sense posseir títol reglat, en aquesta època era pràctica habitual davant l'escassetat de professionals en l'àmbit rural. Com era menor d'edat el sou ho cobrava la seva mare.
Un any més tard va començar els seus estudis formals com a Mestra de grau a l'Escola Normal de Senyoretes de Buenos Aires fundada per Emma de Caprile, acabant en 1878 els seus estudis. Ja de petita va mostrar interès a ser docent com ho va reflectir en una carta:
| « | Crec que vaig néixer per a ser mestra, recordo algunes escenes des dels dos anys, on sempre en els meus jocs era una mestra. | » |

Una vegada obtingut el títol, Domingo F. Sarment en aquells dies Director d'Escoles la nomena mestra a l'Escuela Mixta de Sant Cristóbal, i amb el seu sou trasllada a la seva família a Capital Federal.

### Àmbit mèdic
La malaltia i posterior defunció d'una amiga íntima, Amelia Kenig, que va patir una malaltia respiratòria crònica i per la qual va sofrir una perllongada convalescència produeix en Cecília Grierson la vocació de dedicar-se a la medicina, tasca a la qual dedica tot el seu esforç. Tasca que no seria fàcil, la carrera de Medicina a Buenos Aires era aleshores reservada als homes, i fins al moment cap dona havia aconseguit el títol de Metge. No obstant això, cap reglament intern de la Universitat vedava l'ingrés de dones a aquesta especialitat i ja hi havia un antecedent, Elideixi Pazos, que va aconseguir estudiar Farmàcia i graduar-se i posteriorment cursar fins a cinquè any de medicina però la tuberculosi va frenar la seva carrera i va posar fi a la seva vida també.
En 1883 va ingressar a la Facultat de Ciències Mèdiques, on es va graduar sis anys més tard en 1889 malgrat haver sofert les desqualificacions dels seus professors i companys d'estudi. Durant aquests sis anys va arribar a ser Ajudant del Laboratori d'Histologia, càrrec que va aconseguir mitjançant una carta que va enviar a un professor quan es va assabentar de la renúncia de l'ajudant que s'exercia fins llavors.
Un grup d'estudiants disconformes, entre els quals es trobaven José María Ramos Mejía i Juan B. Just, per considerar a la carrera de medicina molt teòrica i freturosa de pràctiques va crear el Cercle Mèdic on va funcionar una escola pràctica de medicina amb consultoris d'especialitats vàries i un centre dedicat a la difusió i a la recerca. En aquest establiment Grierson va crear la primera Escola d'Infermeres d'Amèrica Llatina amb un pla d'estudis formal i on es va establir l'ús d'uniforme per a les infermeres i posteriorment va ser adoptat per la majoria els països llatinoamericans. Es va exercir com a directora fins a 1913.
Va realitzar les seves pràctiques mèdiques com a Practicant Interna de l'Hospital Escola Buenos Aires, sent dirigida per Juan B. Justo i en 1888 va ser nomenada practicant menor de l'Hospital de Dones, avui Ribadavia. La seva tesi de graduació es va titular Histero-ovarotomías executades a l'Hospital de Dones, des de 1883 a 1889 i la va presentar el 2 de juliol de 1889, als 6 anys d'haver iniciat els seus estudis, el termini normal d'aquesta carrera.
Amb prou feines es va incorporar a l'Hospital Sant Roque on es va dedicar a ser ginecòloga i obstetra però no cirurgiana, especialitat que li va ser negada per la seva condició de dona, malgrat tenir el títol reglat per exercir aquesta especialitat; va ser la primera dona que ho va obtenir.
En 1891 va ser membre fundadora de l'Associació Mèdica Argentina. I en 1892 va fundar la Societat Argentina de Primers Auxilis que més endavant es fusionaria amb la Creu Vermella Argentina. A més va ser la precursora de la idea d'obrir Sales de Primers Auxilis als diferents pobles per ajudar amb l'assistència primària dels malalts.
Va tenir la iniciativa de crear un consultori-escola per tractar a nens amb problemes de comportament, dificultats en la parla i en l'aprenentatge, i va col·laborar amb l'equip liderat pel Dr Samuel Molina amb la primera cesària que es va realitzar a Argentina en 1892 al llavors Hospital de Dones, avui hospital Ribadavia.

#### Epidèmia de còlera
A principis d'abril de 1886 la ciutat de Buenos Aires va tenir una epidèmia de còlera, la tercer epidèmia del segle, i tots els estudiants de medicina van ser convocats a prestar serveis en Salut Pública. Cecilia Grierson va ser destinada a la Casa d'Aïllament, un dels llocs d'atenció i refugi per als pacients d'aquesta malaltia que es van haver d'improvisar al llarg de la ciutat. Va tenir com a grup de treball al Dr Penna i al Dr Estévez.
L'epidèmia es va poder controlar minvant els casos d'afectats a l'abril d'aquest any, data en la qual va poder reprendre els seus estudis.

#### Trajectòria en obstetrícia i kinesiologia
En 1894 amb tot just 35 anys Grierson es va postular per ser professora substituta de la Càtedra Obstetrícia per a comares, no obstant això no va poder accedir al càrrec perquè el concurs va ser declarat desert. Malgrat haver-se postulat, la seva condició de dona va fer que se li negués la possibilitat d'exercir un càrrec de docent a la universitat.
En 1897 va publicar Massatge pràctic, un dels primers llibres sobre tècniques kinesiologicas i en 1901 va ser fundadora de l'Associació Obstètrica Nacional i de la Revista Obstètrica que va concebre com una eina per oferir a les comares argentines un enfocament científic i metge per a la professió que en aquells dies era exercida per les "matrones". En els anys següents no va abandonar la docència, en 1904 i 1905 va dictar els primers cursos de “Gimnàstica Mèdica i Quinesioteràpia” en la Facultat de Medicina, en el que va ser el primer antecedent de la kinesiologia a Argentina. A més va ser docent adscrita en la Càtedra de Física Mèdica i Obstetrícia.

### Altres acompliments en educació
Cecília Grierson va tenir una intensa activitat docent durant la seva vida en tots els nivells educatius, va fundar l'Escola d'Economia domèstica i la Societat d'Economia Domèstica en 1902, establiment precursor de l'Escola Tècnica de la Llar, primera al país en aquesta especialitat, va promoure l'estudi de la puericultura i va ser pionera en l'ensenyament de cecs, sordmuts i discapacitats. Va donar cursos de nivell universitari entre 1904 i 1905, la temàtica va ser “Gimnàstica Mèdica i Quinesioterapia" en la Facultat de Medicina.
A més Cecília Grierson va integrar el Consell Nacional d'Educació des de 1892 fins a 1899, i després va viatjar a Europa enviada pel govern, i al seu retorn va portar al país un nou pla d'estudis professionals. I va arribar a ser president del “Congrés Argentí de Dones Universitàries”, que fos fundat per Elvira Rawson de Dellepiane en 1905
En 1913 comença a retirar-se de l'activitat allunyant-se de l'Escola d'Infermers i Massatgistes i tres anys després es retira definitivament de l'activitat docent. No obstant això no és definitiu el retir, en 1927 el govern la destina novament a Europa per investigar sobre les tècniques educatives dels països desenvolupats i forma part a Londres del “Primer Congrés Eugenèsic Internacional”

### La seva lluita pels drets de la dona
Grierson va participar en 1899 al "Congrés Internacional de Dones" que es va realitzar a Londres. Això la va incentivar a propiciar la fundació del Consell Nacional de Dones en 1900. Deu anys més tard va presidir el "Primer Congrés Feminista Internacional de la República Argentina", convocat per l'Associació de Dones Universitàries. El tema del congrés va ser la situació de les dones a l'educació, la legislació, l'abandó dels fills, i la necessitat del sufragi femení.

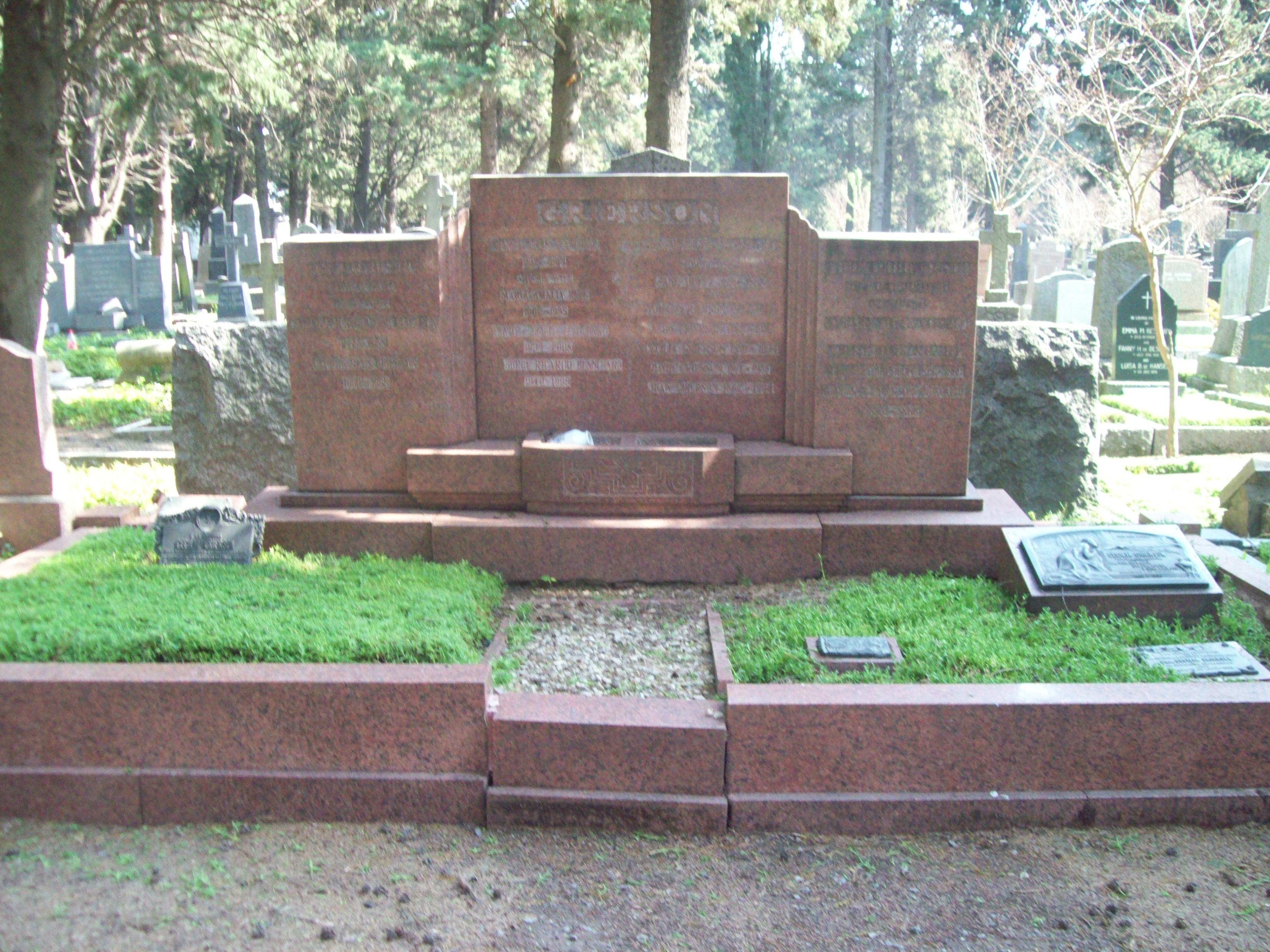
Tomba de Cecilia Grierson en el Cementiri Britànic

El fet que més li va doldre va ser que mai va poder exercir una Càtedra en la Facultat de Medicina.
Una de les seves obres es va basar en l'estudi del Codi Civil vigent en aquests anys a Argentina i va concloure que les dones casades tenien el mateix estatus social que un nen a Argentina. Aquest va estudiar va permetre realitzar un canvi en 1926 en aquesta llei incloent la possibilitat de disposar dels seus propis guanys, formar part de societats civils o mercantils entre altres drets de les dones. Aquest mateix any Cecília creo una escola tècnica i de labors domèstiques per facilitar l'ingrés de les dones a les activitats econòmiques.

### Últims anys
En 1914 Cecília va ser homenatjada en complir-se els 25 anys de la seva graduació. Dos anys més tard, en 1916 quan es va retirar de la docència va ser novament complimentada. No obstant això més enllà d'aquests reconeixements en jubilar-se va obtenir una modesta pensió, ja que se li van reconèixer 22 dels 25 anys durant els quals va exercir la medicina i dels 45 que va treballar com a docent.
En 1924 Cecília ingressa com a membre de l'associació Aus Argentines, en aquest moment Societat Ornitològica del Plata, per treballar en la conservació de les aus i la Naturalesa, potser lligat al record de les aus i la naturalesa de la seva Entre Rius natal. Roman com a membre activa fins al moment de la seva mort. Posteriorment -ja malalta- es va establir en Els Cocos, a la província de Còrdova.
Va morir el 10 d'abril de 1934 i va ser inhumada en el Cementiri Britànic de Buenos Aires.

## Obres literàries
Durant la seva vida, Cecília Grierson va publicar nombrosos llibres entre els quals es troben: 
Histero-ovariotomías efectuada a l'Hospital de Dones des de 1883 a 1886, es tracta de la seva tesi de graduació de la carrera de Medicina. En aquesta obra destaca l'autora que "gairebé totes les dones operades de histero-ovariotomies sofreixen una modificació passatgera i notable del caràcter, una marcada irascibilitat, encara aquelles que abans d'operar-se ho tenien suau i afable, després de la cirurgia s'enutgen amb tothom, reneguen contra el metge, els practicants, etc., fins a amb les persones de la família a la qual no volen veure...”, frase que apareix a les pàgines 37 i 38 del capítol 5. Més endavant a les pàgines 53 i 57 parla d'una dona chaqueña trucada María N., una aborigen que relata que la seva malaltia va començar fa tres anys i que al segon dia de l'operació amb 40° de febre sol·licitava autorització per aixecar-se.
Colònia de Muntanya Gran. Primera i única colònia formada per escocesos a Argentina de l'any 1925 impresa en els Tallers SA Casa Jacobo Peuser Ltda, publicació escrita per evocar la vida dels colons en aquest territori. Grierson desitjava publicar aquest llibre en 1910, segons va escriure en la introducció del mateix però va rebre oposició a fer-ho. La redacció d'aquest llibre la va realitzar consultant periòdics de l'època com el "British Packet", "The Standard", les "Guias Blondell" i els llibres que els germans Parish Roberton van publicar, Buenos Aires des de setanta anys enrere escrit per Wilde a més de dades proveïdes pel Consolat Britànic.
Massatge Pràctic de 1897 és considerat el llibre precursor de la tècnica kinesiologica, activitat que estava inhibida per a les professionals femenines de la salut. Segons la seva autora va ser publicat a benefici de l'associació d'infermeres i massatgistes que acabava de formar. Aquesta obra específica és la continuació de l'obra d'Ernesto Arberg, autor del primer llibre sobre l'especialitat a Sud-amèrica.
Quan retorn del seu viatge a Europa en 1899 va publicar Educació per a la dona, en 1909 va publicar Primers auxilis en el cas d'accident i indisposicions sobtades, obra editada per la casa editora i llibreria "Les Ciències" i impresa en la impremta d'Adolfo Grau i un any després va publicar L'educació del cec i cura del malalt. Continu amb la seva producció literària sobre medicina l'any 1912 editant Guia de la infermera i Cura de malalts.
També forma part de l'extensa producció literària, l'estudi exhaustiu sobre el Codi Civil Argentí vigent en els temps que va concloure al fet que la dona casada en aquest país sud-americà tenia els mateixos drets que un nen, i va tenir com a conseqüència la reforma de la llei en 1926 que va permetre obtenir drets a les dones que es casassen des de llavors.

## Homenatges
Va rebre incomptables agraïments i homenatges per una vida de resultats en favor de l'educació i la medicina Argentina:
Diverses ciutats argentines li van posar el seu nom a alguna dels seus carrers. A la ciutat cabdal argentina l'Ordenança 49668 de l'any 1995 li va posar el nom de dones als carrers del nou barri Port Madero, el carrer "Cecília Grierson" conforma el límit Aquest del barri. I també porten el seu nom diverses escoles al llarg del país com l'Escola Nacional d'Infermeria, l'Escola Mitjana 13, en el Partit de Moreno, Bs. As. i l'escola 502 de la ciutat de Tandil entre altres establiments educatius.
Un retrat seu es troba en el Saló Dones Argentines de la Casa Rosada, al costat d'altres figures femenines de la història argentina, com Victoria Ocampo, Juana Azurduy, Alicia Moreau de Justo, Eva Peron, entre d'altres. Aquest saló va ser inaugurat per la presidenta Cristina Fernández de Kirchner al març de 2009, a la Casa de Govern. A més un segell postal de l'Estat Argentí la commemora.